# 共产主义革命列表
共产主义革命是指受马克思主义影响，试图用共产主义来取代资本主义的无产阶级革命。根据不同类型的政府，术语社会主义可以用来表示资本主义和共产主义之间的中间阶段（特别是在马克思列宁主义的观点中）。需要无产阶级革命的思想是马克思主义的基石；马克思主义者相信全世界无产者必须团结起来，将自己从资本主义的压迫中解放出来创造一个由工人阶级管理并为工人阶级服务的世界。因此，在马克思主义看来，无产阶级革命需要在世界各国发生。

## 理论
列宁主义主张共产主义革命必须由一个“职业革命家”组成先锋队来领导,先锋队是完全献身于共产主义事业并可以成为革命运动核心的男女。一些马克思主义者不同意列宁提出的先锋队理论，尤其是左翼共产主义者和不可能主义者。这些批评者坚持认为，整个工人阶级——或者至少是其中的很大一部分——必须深入参与并平等地致力于社会主义或共产主义事业，才能使无产阶级革命取得成功。为此，他们寻求建立拥有大量成员的庞大共产党。

## 列表
以下列出历史上发生过的，以及仍在进行的共产主义革命。

### 成功的
- 1917: 在俄罗斯共和国爆发的十月革命。通过这场革命建立起历史上第一个无产阶级专政的国家，苏维埃俄国，苏维埃社会主义共和国联盟的前身。这场革命也导致俄国内战的爆发。
- 1921: 1921年蒙古革命，推翻俄国白军支持下的傀儡政府，之后在1924年建立蒙古人民共和国。
- 1941-1945: 南斯拉夫人民解放战争，成功建立南斯拉夫联邦人民共和国。
- 1944: 八二三武装起义，罗马尼亚共产党成功掌权，在1946年建立罗马尼亚人民共和国。
- 1944: 民族解放运动解放阿尔巴尼亚，建立阿尔巴尼亚民主政府，之后在1946年建立阿尔巴尼亚人民共和国。
- 1944: 保加利亚九九人民起义，之后在1946年建立保加利亚人民共和国。
- 1945: 八月革命，成功建立越南民主共和国。
- 1948: 捷克斯洛伐克二月革命，成功建立捷克斯洛伐克共和国。
- 1946-1949: 中国革命推翻國民政府，成功建立中华人民共和国。
- 1953-1959: 古巴革命，成功建立古巴共和国。
- 1953-1975: 老挝内战，成功建立老挝人民民主共和国。
- 1955-1975: 越南战争，两越统一。
- 1961-1974: 安哥拉独立战争，成功建立安哥拉人民共和国，随后引发安哥拉内战。
- 1964: 桑给巴尔革命，成功建立桑吉巴尔人民共和国。
- 1964-1974: 莫桑比克独立战争，成功建立莫桑比克人民共和国，随后引发莫桑比克内战。
- 1966-1967: 一二·三事件，葡澳政府失去澳门的掌控权。
- 1967-1975: 柬埔寨内战，成功建立民主柬埔寨。
- 1968: 1968年刚果共和国政变，成功建立刚果人民共和国。
- 1969: 纠正行动，成功建立也门民主人民共和国。
- 1969: 1969年索马里政变，成功建立索马里民主共和国。
- 1972: 1972年达荷美政变，1975年建立贝宁人民共和国。
- 1974: 埃塞俄比亚革命（包括1974年埃塞俄比亚政变），建立社会主义埃塞俄比亚临时军政府，引发埃塞俄比亚内战。
- 1974-1991: 埃塞俄比亚内战，建立埃塞俄比亚过渡政府。
- 1978: 阿富汗四月革命，成功建立阿富汗民主共和国，随后阿富汗冲突爆发。
- 1979: 新宝石运动发动起义，建立格林纳达人民革命政府。
- 1979: 尼加拉瓜革命，桑地诺民族解放阵线掌权。
- 1983: 上沃尔特八月革命，成功建立布基纳法索。
- 1996-2006: 尼泊尔人民战争，成功推翻尼泊尔君主制。

### 进行中
- 1948-1989，2021至今: 缅甸人民战争
- 1964至今: 哥伦比亚内战
- 1967至今: 印度人民战争
- 1969至今: 菲律宾人民战争
- 1971至今: 孟加拉国人民战争
- 1972至今: 土耳其人民战争
- 1980至今: 秘鲁人民战争
- 2005至今: 巴拉圭东北部动乱
- 2008至今: 不丹人民战争

### 失败的
- 1871: 巴黎公社
- 1918: 芬兰内战
- 1918: 荷兰红色周
- 1918: 卢森堡共产主义起义
- 1918-1925: 加拿大劳工大起义
- 1918-1919: 德国十一月革命
- 1919: 1919年匈牙利革命
- 1919: 宾杰里起义
- 1919-1920: 红色两年
- 1920-1921: 波斯社会主义苏维埃共和国
- 1920: 1920年格鲁吉亚政变
- 1920: 鲁尔起义
- 1920: 五月起义
- 1921: 三月行动
- 1921: 普罗什蒂纳起义
- 1921: 拉宾共和国
- 1923: 九月起义
- 1923: 汉堡起义
- 1924: 鞑靼布纳雷起义
- 1924: 1924年12月1日塔林起义
- 1927-1937: 中国第二次国内革命战争（停战）
- 1932: 1932年萨尔瓦多农民起义
- 1935: 1935年巴西共产主义起义
- 1942-1954: 虎克军反叛
- 1946-1949: 希腊内战
- 1946-1951: 特伦甘纳农民起义
- 1946: 大邱10月事件
- 1948: 茉莉芬事件
- 1948-1949: 济州四·三事件
- 1948: 丽水-顺天事件
- 1948-1960: 马来亚反英民族解放战争
- 1960-1996: 危地马拉内战
- 1962-1990: 北加里曼丹人民战争
- 1962-1976: 阿曼佐法尔人民武装斗争
- 1965年: 1965年保加利亚未遂政变
- 1965-1983: 泰国人民战争
- 1966-1967: 玻利维亚游击战
- 1966-1976: 无产阶级文化大革命
- 1967: 六七暴动
- 1968-1989: 马来亚国内革命战争
- 1968-1988，1999-2005: 铅色年代
- 1969: 查巴起义
- 1971: 1971年苏丹政变
- 1971: 1971年人民解放阵线叛乱
- 1971: 涩谷暴动事件
- 1972-1974: 阿拉瓜亚游击战
- 1977: 德意志之秋
- 1979-1992: 萨尔瓦多内战
- 1979: 巴拉·希萨尔起义
- 1982: 1982年阿莫勒起义
- 1986: 局部起义
- 1987-1989: 1987年-1989年人民解放阵线叛乱
- 1988-1994: 厄瓜多尔人民战争